# Stephen Bowen
Stephen Gerald Bowen (* 13. únor 1964 Cohasset, Massachusetts, Spojené státy americké) je příslušník americké armády a později americký astronaut, 485. člověk ve vesmíru. V letech 2008 až 2011 absolvoval tři lety na palubě amerických raketoplánů k Mezinárodní vesmírné stanici ISS. K ISS se pak vydal i při svém čtvrtém kosmickém letu v lodi SpaceX Crew-6 v roce 2023. 

## Životopis
Středoškolské vzdělání získal na Cohasset High Scholl ve svém rodném městě, úspěšně studium zakončil v roce 1982 a ve studiu pokračoval na US Naval Academy v oboru elektrotechniky. Po zdárném zakončení roku 1986 nastoupil vysokoškolské studium na Massachusetts Institute of Technology. Studium zakončil v roce 1993. Zaměstnán byl od roku 2000 v armádě (US Navy, USS Virginia, Proton, VA), od roku 2000 nastoupil u NASA v Houstonu k výcviku, v roce 2000 byl zařazen mezi kosmonauty – kandidáty.

## Lety do vesmíru
Poprvé letěl v listopadu 2008 v raketoplánu Endeavour. Jednalo se o misi STS-126 na ISS, posádka byla šestičlenná, čistě americká. Start byl z Kennedyho vesmírného střediska, kosmodromu na Floridě. Mise byla katalogizována v COSPAR pod označením 2008-059A. Během ní vystoupil třikrát do volného prostoru (tzv.EVA). Přistáli na Edwardsově letecké základně v Kalifornii.
Podruhé letěl o 1,5 roku později v raketoplánu Atlantis opět z Floridy. Mise STS-132 byla označena v COSPAR 2010-019A, trvala 11,77 dní. Start byl 14. května 2010, na palubě bylo šest kosmonautů, přistání 26. května 2010 na Floridě. I tentokrát absolvoval výstupy EVA, byly dva.
Potřetí vzlétl 24. února 2011 na palubě raketoplánu Discovery. Po úspěšném spojení s ISS absolvoval dva výstupy do volného prostoru. Discovery přistál 9. března 2011 v Kennedyho vesmírném středisku.
Nominaci Bowena ke čtvrtému letu v roli velitele mise SpaceX Crew-6 NASA oznámila 16. prosince 2021. Loď Crew Dragon Endeavour odstartovala z Floridy 2. března 2023 a o den později se spojila s ISS. Bowen se třemi nováčky budou členy Expedice 69. Bowen s emirátským astronautem Sultánem an-Nejádím absolvoval svůj již osmý výstup do volného prostoru, který trval 7 hodin a 1 minutu, a celkovou délku svých vycházek mimo uzavřené prostory raketoplánů a ISS protáhl na 54 hodin a 19 minut. Další dva výstupy absolvoval Warrenem Hoburgem. Při prvním z nich 9. června 2023 nainstalovali a připojili páté solární pole iROSA a při druhém 15. června pak šesté. Výstupy trvaly 6 hodin a 3 minuty, resp. 5 hodin a 35 minut a Bowen se díky nim zařadil do elitní skupiny 8 lidí (3 Rusů a 5 Američanů), kteří uskutečnili 10 výstupů, a současně na třetí historické místo v celkové délce výstupů – 65 hodin a 57 minut. Vládcem žebříčku je ovšem se 16 výstupy o celkové délce 78 hodin a 40 minut ruský kosmonaut Anatolij Solovjov. Bowen i s celou posádkou přistál u břehů Floridy 4. září 2023 po 186 dnech letu.